# ベッセルフィルタ
ベッセルフィルタ（英: Bessel filter）は、電子工学や信号処理における線形フィルタの一種で、群遅延が最大限平坦（線形位相応答）であることが特徴である。ベッセルフィルタはクロスオーバー（高音域と低音域などの分離を行う回路）によく使われる。アナログのベッセルフィルタは通過帯域ではほぼ一定の群遅延を示すので、通過帯域の信号の波形をそのまま保つことができる。名称の由来は、ドイツの数学者フリードリヒ・ヴィルヘルム・ベッセル。
また、特定のフィルタ回路構成を指す用語ではなく、フィルタの応答特性を指す用語であるため、ベッセルフィルタ特性（あるいはベッセル特性）と呼ぶ場合もある。

## 伝達関数

4次ローパス・ベッセルフィルタの利得と群遅延の図。通過帯域から除去帯域への変化は他のフィルタよりもゆるやかだが、通過帯域の群遅延はほとんど一定である。ベッセルフィルタの群遅延曲線の平坦性はゼロ周波数付近で最大となる。

ベッセル・ローパスフィルタの伝達関数は以下のようになる。
{\displaystyle H(s)={\frac {\theta _{n}(0)}{\theta _{n}(s/\omega _{0})}}\,}
ここで、θn(s) は逆ベッセル多項式であり、これが命名の由来である。また、ω0 は遮断周波数である。

## 単純な例
3次ベッセル・ローパスフィルタの伝達関数は次の通り。
{\displaystyle H(s)={\frac {15}{s^{3}+6s^{2}+15s+15}}\,}
利得は以下の通り。
{\displaystyle G(\omega )=|H(j\omega )|={\frac {15}{\sqrt {\omega ^{6}+6\omega ^{4}+45\omega ^{2}+225}}}}
位相は以下の通り。
{\displaystyle \phi (\omega )=-\mathrm {arg} (H(j\omega ))=-\mathrm {arctan} \left({\frac {15\omega -\omega ^{3}}{15-6\omega ^{2}}}\right)\,}
すると、群遅延は以下のようになる。
{\displaystyle D(\omega )=-{\frac {\mathrm {d} \phi }{\mathrm {d} \omega }}={\frac {6\omega ^{4}+45\omega ^{2}+225}{\omega ^{6}+6\omega ^{4}+45\omega ^{2}+225}}}
群遅延をテイラー展開すると、次を得る。
{\displaystyle D(\omega )=1-{\frac {\omega ^{6}}{225}}+{\frac {\omega ^{8}}{1125}}+\cdots }
ω = 0 のとき、ω2 と ω4 の項がゼロになるため、非常に平坦な群遅延が得られる。伝達関数の分子を定数とし、分母を高々3次の多項式とすると、全部で4つの係数があるが、ω = 0 で利得が変化しないことを課し、かつ ω = ∞ で利得がゼロになることを課すと、自由度は残り2となり、3次ベッセルフィルタはこの条件下で群遅延が最大限平坦になっていることがわかる。一般に n 次のベッセルフィルタの群遅延を展開すると、最初の n − 1 個の項はゼロとなり、ω = 0 における群遅延の平坦性が最大化する。